# Толмачи
Толмачи́ (карел.  Tolmačču) — село в Лихославльском районе Тверской области. Административный центр Толмачёвского сельского поселения, образованного в 2005 году.

Расположено в 35 км (по прямой) к северу от районного центра Лихославль, по автодороге Лихославль — Толмачи — Назарово от райцентра — 45 км.
Село стоит на Талицком ручье, который впадает в реку Светча — приток реки Тифины (Тихвинки). В 5 км к югу от села — река Медведица.
Население по переписи 2002 года — 754 человека, 352 мужчины, 402 женщины. Большинство по происхождению — тверские карелы. Толмачи носят неофициальное название «карельская столица Тверской области», так как село — крупнейший населённый пункт в центре ареала расселения тверских карел (Тверская Карелия).

## В селе
- Администрация сельского поселения  Архивная копия от 28 мая 2009 на Wayback Machine.
- МОУ Толмачевская средняя общеобразовательная школа.
- МДОУ Толмачевский детский сад.
- Филиал МУЗ «Лихославльская ЦРБ», закрыт по состоянию на 2019 год. Толмачёвский офис врача общей практики.
- Сельский дом культуры.
- Библиотека (филиал Лихославльской ЦБС).
- Отделение почтовой связи .
- Богоявленская церковь .
- Правление ТОО «Толмачи» (бывший совхоз «Толмачёвский»).
- ПО «Толмачёвский хлебокомбинат».
- Толмачёвское участковое лесничество.
- Пункт приёмки и переработки молока.
- Магазины.

Существует проект создания многоцелевого туристского центра культуры тверских карел. (недоступная ссылка)

## История
Названия села возможно от слова «толмач», на тюркском языке означает — «переводчик». Народная легенда связывает происхождение названия с временами татаро-монгольского ига (XIII—XIV века). Первое упоминание о селе Толмачи относится к 1545 году. В это время оно входит в волость Забрусье — южную окраину Бежецкой пятины Новгородской республики и принадлежало новгородскому Хутынскому монастырю.
Есть ещё одна версия происхождения названия «Толмачи». Писцовая книга Бежецкой пятины 1545 года сообщает о «прочно осевших» в наших краях князей Толмачевых. Может быть поселение принадлежало им, в связи с чем и получило своё название.
В начале XVII века, после невзгод смутного времени, эти земли опустели — «пашни лесом поросшие, дворы пусты». В царствование Алексея Михайловича Романова встала задача восстановления экономической жизни, для чего необходимо было заселить опустевшие земли крестьянами. Поэтому русское правительство охотно принимало православных карельских переселенцев с Карельского перешейка (отошедшего к Швеции по Столбовскому миру) и оказывало им своё покровительство. Округа села и сами Толмачи (первоначальные русские названия пустошей и населенных пунктов обычно сохранялись) стали местом поселения карел из районов северо-западного Приладожья (Корельского уезда) и Лопских погостов. Первыми карелами пришедшими на пустошь Толмачи были, как указывается в исторических документах, Карпушка Юрьев с сыном Петрушкой. В записной селитьбенной книге 1662 года по списку в Толмачах уже 24 двора, в них 87 человек. С приходом карел село Толмачи получает своё второе рождение.
Во времена Петра 1, некоторое время село принадлежало помещику — сподвижнику и даже родственнику Петра 1 — адмиралу, президенту Адмиралтейств — коллегии, графу Апраксину Федору Матвеевичу, но с 1729 года снова перешло в удельное ведомство. В церковной «Летописи Толмачевской волости», составленной в середине 19 века священником Толмачевской церкви Стратоницким, упоминается о жестоком обращении с крестьянами управляющего графа — Крылова, в связи с чем наши волостные крестьяне — карелы писали жалобу на имя царя. К сожалению, сама «Летопись Толмачевской волости», хранившаяся в церкви, бесследно исчезла в 1930-е годы. Составлена она была на основании старинных документов Толмачевского волостного правления.
Село стояло на перекрестке двух больших старинных трактов: Кашин — Вышний Волочёк и Бежецк — Торжок, что способствовало его росту и развитию торговли.
- В 1830 году возводится новый каменный соборный храм Богоявления Господня. До этого времени церкви были деревянные.
- В 1840 году Министерством императорского двора и уделов в селе была организована первая начальная школа.
- В 1859 году в карельском удельном селе Толмачи был 71 двор, 469 жителей (209 мужчин, 260 женщин), две церкви.
- В 1859 году в Толмачах открывается церковно-приходская школа.
- С 1864 года Толмачевская школа перешла в ведение Тверского губернского земства. Срок обучения с двух лет был увеличен до четырёх.
- В 1887 году село Толмачи одноимённой волости и прихода Бежецкого уезда, имеет 436 жителей, 92 двора, 93 семьи, 106 жилых построек, 367 нежилых, 20 колодцев, 3 пруда. Действовали 3 чайные, постоялый двор, 5 магазинов, казённая лавка, кузница, 1 маслобойня, 2 ветряные мельницы. Шесть раз в году устраиваются ярмарки. Грамотных — 69 мужчин, 23 женщины, 10 мальчиков, 6 девочек.
- В 1899 году открылась библиотека.
- В 1913 году в селе было основано земское двухклассное училище (2-й степени). Окончившие начальную школу могли продолжить обучение в училище.

Накануне событий 1917 года Толмачи были крепким крестьянско-купеческим селом. Из пяти улиц главной была Большая (ныне Советская). На ней стояли добротные деревянные дома, многие были 1,5 — 2 этажными. Купцами первой гильдии были С. К. Доброхвалов и Ф. Буткарев. За товарами ездили в Торжок, Тверь, Ржев, Кашин и другие города.
- В 1918 году создан Совет крестьянских депутатов.
- По переписи 1920 года в селе 537 жителей.
- В 1929 году в составе Тверского округа Московской области образован Толмачёвский район с центром в селе Толмачи, 23 июля 1930 г. переподчинен непосредственно облисполкому[2].
- В 1930 году организован колхоз «Красная нива».
- В октябре 1930 года вышел первый номер районной газеты «Карельская правда». До 1939 года печаталась на 2-х языках.
- 29 января 1935 года Толмачёвский район вошёл в состав Калининской области.
- 5 марта 1935 г. Толмачёвский район переименован в Новокарельский район.
- 1937 год. Постановлением президиума ВЦИК от 9 июля был образован Карельский национальный округ в составе Лихославльского, Максатихинского, Новокарельского, Рамешковского и вновь созданного Козловского районов.
- В 1938 году, 9 сентября страшный пожар уничтожает старинную часть села (5 улиц).
- 1939 год. Указом президиума Верховного Совета РСФСР от 7 февраля был упразднен Карельский национальный округ с передачей его районов в непосредственное подчинение Калининскому облисполкому.
- 1941—1945, в годы войны погибли 113 жителей села[3]. В Толмачах находился военный аэродром. Есть братская могила погибших летчиков.
- В 1948 году закрыт храм Богоявления.
- 1956 год. Указом президиума Верховного Совета РСФСР от 4 июля упразднен Новокарельский район (сельсоветы передавались в Спировский и Лихославльский районы). Село Толмачи стало центром сельсовета Лихославльского района Калининской области.
- С 1965 года Толмачи — центральная усадьба совхоза «Толмачевский».
- В 1960—1980 годы в Толмачах были: средняя школа, молокозавод, межколхозный лесхоз, лесничество, больница, аптека, гидрометеостанция, библиотека, гостиница, детский сад, детские ясли, дом культуры, ветлечебница, баня, пункт бытового обслуживания, пожарная часть, хлебокомбинат, почта, сберкасса, 5 магазинов, школьный интернат, аэродром.
- В 1996 году — 394 хозяйства, 848 жителей.

В течение 1990-х годов многие предприятия и учреждения закрыты.

## Население
| 1859 | 1897 | 1939  | 1989 | 2002 | 2010 |
| ---- | ---- | ----- | ---- | ---- | ---- |
| 469  | ↗517 | ↗1187 | ↘835 | ↘754 | ↘718 |

## Известные люди
Толмачевский, Василий Иванович — российский политический деятель, эсер.
Иванов Василий Иванович — один из основателей Карельского Национального Округа и изобретателей первого карельского алфавита.

## Достопримечательности
Стоит памятник погибшим в Великой Отечественной войне.